# 吉本靖
吉本 靖（よしもと やすし）は東京都出身のフリーアナウンサー。

## 経歴
大学在学中にラジオたんぱ『レースアナウンサー養成講座』第2期を受講し、宇野和男や白川次郎らの指導を受ける。
1996年（平成8年）、ラジオたんぱに入社。養成講座修了生として初の同局アナウンサーへの採用だった。入社後、『中央競馬実況中継』（第1放送）でパドックや実況席の進行役、また土曜日の最終レース終了後に放送されていた『週刊競馬大道場!!』（現・『競馬LIVEへGO!』）などを担当した。
2001年（平成13年）、ラジオ日本で競馬実況を担当していた仙田和吉の毎日放送移籍が決定。折からラジオ日本では、林洋右の実況引退に加えて武田肇も管理職に専念するため競馬中継を離れ、一度に3人の競馬実況アナウンサーが欠ける事になった。このためラジオ日本もスタッフの補充を行うことにし、吉本はラジオたんぱを退社してフリーとなった。
ラジオ日本では、2001年4月7日の『競馬実況中継』で実況デビュー。同年11月24日の第2回ジャパンカップダートで早くもGIレースを実況する。このレースではクロフネが2着に7馬身差を付ける圧勝を見せ、吉本は「馬のパフォーマンスそのままに実況できた思い出のレース」と語っている。
2005年頃からはグリーンチャンネル『中央競馬EAST』との掛け持ちになり、ラジオ日本競馬実況中継は暫く日曜日のみの担当になっていた。2011年7月のチャンネル体制変更に伴い、パドックチャンネルへ移行したが2012年に降板、ラジオ日本の放送に全面復帰した。

## 担当番組

### 現在
- 競馬実況中継（ラジオ日本）
- LPGA女子ゴルフツアー（WOWOW）
- メジャーリーグ中継 (J SPORTS)

### 過去
- 中央競馬実況中継（ラジオたんぱ）
- 週刊競馬大道場!!（ラジオたんぱ）
- 中央競馬中継EAST（グリーンチャンネル）
- レースライブ（レジャーチャンネル）

## GIレース担当実績
ラジオ日本では、フリーで初めての実況アナウンサーとして即戦力で投入され、比較的早期からGI競走を多数実況してきた。しかしグリーンチャンネルなどへの出演もあることから、関西での実況は2014年の朝日杯フューチュリティステークス、中京競馬場では2017年の高松宮記念がそれぞれ初めてである。なお後に三冠牡馬となったディープインパクト、オルフェーヴル、コントレイル、牝馬三冠を達成したアーモンドアイのそれぞれ一冠目を実況している。
- フェブラリーステークス（2006年、2008年、2014年、2015年）
- 高松宮記念（2017年～2018年）
- 桜花賞（2016年、2018年）
- 皐月賞（2005年、2007年、2010年、2011年、2015年、2019年、2020年）
- NHKマイルカップ（2004年）
- ヴィクトリアマイル（2006年、2009年、2010年、2018年）
- オークス（2007年、2011年）
- 安田記念（2004年、2008年、2011年、2016年～2017年）
- 宝塚記念（2014年）
- スプリンターズステークス（2003年～2004年、2006年、2008年～2009年、2014年、2020年）
- 秋華賞（2016年）
- 天皇賞・秋（2015年）
- ジャパンカップ（2009年）
- ジャパンカップダート→チャンピオンズカップ（2001年、2005年、2018年）
- 阪神ジュベナイルフィリーズ（2016年、2019年）
- 朝日杯フューチュリティステークス（2003年、2006年～2010年、2014年～2017年）
- ホープフルステークス（2019年）